# حدب بني مهدي (وشحة)

تعديل مصدري - تعديل

حدب بني مهدي هي إحدى قرى عزلة ضاعن بمديرية وشحة التابعة لمحافظة حجة، بلغ تعداد سكانها 326 نسمة حسب تعداد اليمن لعام 2004.